# Julio María Sanguinetti
Pour les articles homonymes, voir Sanguinetti.
Julio María Sanguinetti Coirolo, né le 6 janvier 1936 à Montevideo, est un journaliste et homme d'État uruguayen, président de la République à deux reprises, de mars 1985 à mars 1990 et de mars 1995 à mars 2000, sous l'étiquette du Parti colorado.

## Biographie
Avocat et journaliste de métier, il est né dans une famille bourgeoise d'origine italienne. À l'issue de ses études de droit et de sciences sociales à l'université de la République, il obtient son diplôme de droit en 1961. Il exerce par la suite le métier de journaliste en écrivant pour la presse, d'abord dans l'hebdomadaire Canelones puis, à partir de 1955, en tant que chroniqueur pour Acción, un journal créé par le président d'alors, Luis Batlle, pour lequel il couvre des événements, comme la révolution cubaine de 1959, et ce jusqu'aux années 1970.

## Œuvres
- 1967, Alcances y aplicaciones de la nueva constitución uruguaya (Ed. IEPAL, Montevideo)
- 1967, La nueva constitución (Ed. Alfaguara, Montevideo)
- 1976, Pedro Figari. Crónica y dibujos del caso Almeida (Ed. Acalí, Montevideo)
- 1978, La Nación, el nacionalismo y otros ismos (Ed. Lapid, Montevideo)
- 1991, El Temor y la impaciencia. Ensayo sobre las transiciones democráticas en América Latina (Ed. FCE, Buenos Aires-México DF)
- 1992, El año 501 (Ed. Sudamericana, Buenos Aires)
- 1993, Un mundo sin Marx (Ed. Fundación Banco de Boston, Buenos Aires)
- 1994, Meditaciones del milenio (Arca, Montevideo)
- 2002, El doctor Figari (Ed. Aguilar, Montevideo)
- 2008, La agonía de una democracia (Ed. Taurus, Montevideo)
- 2012, La reconquista. Proceso de la restauración democrática en Uruguay (1980-1990) (Ed. Taurus, Montevideo)
- 2015, Retratos desde la memoria (Debate, Montevideo)
- 2017, El cronista y la historia  (ISBN 9789974881488)[1].
- 2018, La trinchera de occidente. A 70 años del Estado de Israel (Taurus, 2018)
- 2018, Luis Batlle Berres. El Uruguay del optimismo (Ed. Taurus, Montevideo)[2]